# Gábor Döbrentei

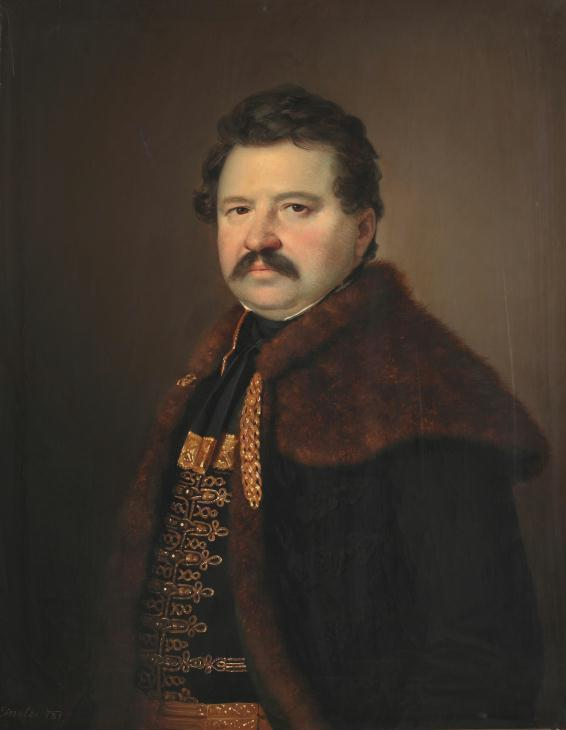
Gábor Döbrentei

Gábor Döbrentei (1 de diciembre de 1786-28 de marzo de 1851) fue un filólogo y anticuario húngaro.

## Biografía
Nació el 1 de diciembre de 1786 en Nagyszöllös, una ciudad del Imperio austrohúngaro, que actualmente está situada en el sudoeste de Ucrania. Completó sus estudios en las universidades de Wittenberg y Leipzig, y fue contratado posteriormente como profesor particular en Transilvania. En ese período, desarrolló y editó Erdélyi Muzeum, que, a pesar de su importante influencia en el desarrollo de la lengua y literatura húngara, pero fracasó por falta de apoyo. 
En 1820, Döbrentei fijó su residencia en Pest, y allí pasó el resto de su vida. Ocupó varios cargos oficiales, pero continuó con gran entusiasmo los estudios por los que anteriormente había mostrado una fuerte preferencia. Su trabajo magnífico, Ancient Monuments of the Magyar Language, fue una edición que la Academia Húngara de Ciencias le encomendó. El primer volumen fue publicado en 1838, y el quinto estaba en preparación en el momento de su muerte.
Döbrentei fue uno de los veintidós eruditos designados en 1825 para planificar y organizar, bajo la presidencia de Sámuel Teleki, la Academia húngara. Además de su gran obra, escribió muchos documentos valiosos sobre temas históricos y filológicos, y muchas reseñas biográficas de húngaros eminentes. Estas aparecieron en la traducción húngara de Conversations-Lexikon de Brockhaus. Se tradujo al húngaro Macbeth y otras obras de Shakespeare, Letters from Yorick to Eliza (1828) de Sterne, varios de los dramas de Schiller, y A vare de Molière, y también escribió varios poemas originales. 
No hay indicios de que haya tomado parte en el movimiento revolucionario de 1848. Murió en su casa solariega, cerca de Pest, el 28 de marzo de 1851.